# Jurij Babajew
Jurij Nikołajewicz Babajew (ros. Юрий Николаевич Бабаев, ur. 21 maja 1928 w Moskwie, zm. 6 października 1986 tamże) – radziecki fizyk.

## Życiorys
Po ataku Niemiec na ZSRR wraz z rodziną został ewakuowany do Leninabadu (obecnie Chodżent), w 1946 skończył szkołę średnią w Moskwie, później studiował na Wydziale Fizycznym Moskiewskiego Uniwersytetu Państwowego, w 1950 ukończył z wyróżnieniem studia. Był starszym laborantem w laboratorium Biura Konstruktorskiego-11 w mieście Arzamas-16 (obecnie Wszechrosyjski Instytut Naukowo-Badawczy Fizyki Eksperymentalnej (WNIIEF) w mieście Sarow), pracując nad rozwojem radzieckiej broni atomowej, w tym nad pierwszym radzieckim ładunkiem termojądrowym (zdetonowanym w 1953). Brał udział w testowaniu wielu nowych radzieckich broni. Był jednym z twórców car-bomby (1961), największej na świecie bomby wodorowej. W 1964 został szefem wydziału, później zastępcą kierownika sektora WNIIEF. Wypromował wielu kandydatów i doktorów nauk. W 1960 został doktorem nauk technicznych, w 1962 profesorem, a w 1968 członkiem korespondentem Akademii Nauk ZSRR. Został pochowany na Cmentarzu Kuncewskim.

## Odznaczenia i nagrody
- Medal Sierp i Młot Bohatera Pracy Socjalistycznej (7 marca 1962)
- Order Lenina (dwukrotnie, 11 września 1956 i 7 marca 1962)
- Order Czerwonego Sztandaru Pracy (17 września 1975)
- Nagroda Stalinowska (1953)
- Nagroda Leninowska (1959)
- Państwowa Nagroda Federacji Rosyjskiej (pośmiertnie, 2000)
- Medal „Za pracowniczą dzielność” (4 stycznia 1954)

I inne.